# 지킬 (영화)
지킬(Jekyll)은 미국에서 제작된 스콧 자카린 감독의 2007년 공포, 스릴러 영화이다. 로버트 루이스 스티븐슨의 소설 《지킬 박사와 하이드 씨》를 바탕으로 제작되었다. 맷 키슬러 등이 주연으로 출연하였고 스티브 포겔 등이 제작에 참여하였다.

## 출연

### 주연
- 맷 키슬러

### 조연
- 조나단 실버맨
- 데스몬드 애스큐
- 알라나 우바치
- 시에나 고인즈
- 에비게일 스펜서
- 존 루빈스타인
- 조쉬 스튜어트
- 스티브 포겔
- 가세링 마벳
- 마이크 발드리지
- 트래비스 아론 웨이드

## 제작진
- 원작자: 로버트 루이스 스티븐슨
- 라인프로듀서: 마크 헤들리
- 배역: 브루스 H. 뉴버그